# Wyke Bayliss
Wyke Bayliss, né le 21 octobre 1835 et mort le 5 avril 1906, est un peintre, auteur et poète britannique. Il peint presque exclusivement des intérieurs d'églises et de cathédrales britanniques et européennes, et est connu à la fin de l'ère victorienne comme étant une autorité académique en art. Dès le début de sa carrière, Bayliss s'intéresse principalement à la représentation de l'architecture, trouvant « un charme infini » dans la « variété infinie de l'aspect d'un intérieur de cathédrale ».

## Biographie
Bayliss est né à Madeley dans le Shropshire. Son prénom inhabituel était le nom de jeune fille de sa mère Anne. Son frère William Wyke Bayliss est devenu vicaire et sa sœur Elizabeth Anne Bayliss a épousé un vicaire, tandis qu'une deuxième sœur Mary est décédée à l'adolescence. La famille élargie de Bayliss était composée d'un certain nombre de sommités. Son grand-oncle est Thomas Turner, fondateur de la fabrique de porcelaine de Caughley, un leader majeur dans le développement du motif Willow. Bayliss possède un portrait de Turner de Sir Joshua Reynolds ainsi qu'un certain nombre d'autres portraits de famille de Lemuel Francis Abbott. Son cousin au second degré était Sir William Maddock Bayliss.
Son père, le révérend John Cox Bayliss est un ingénieur des chemins de fer qui enseignait le dessin militaire et mathématique, et également un artiste connu pour son œuvre Views of Shropshire publié en 1839. Il a donné une formation à son fils cadet après avoir vu son aptitude à dessiner à un âge précoce. Son enfance est enregistrée dans le journal intime de son père, transcrit et publié sous le titre Wheels of Providence.
La famille a déménagé de Madeley à Londres à la suite d'une offre d'emploi, donnant à Bayliss l'occasion de s'immerger dans la scène artistique émergente du début de la période victorienne. Jeune étudiant à la Royal Academy et à la School of Design, il s'est affilié aux préraphaélites et il comptait parmi ses amis John Millais, Frédéric Leighton, William Holman Hunt et Edward Burne-Jones. Tout en étant distant des préraphaélites dans le sujet et la technique, ses peintures reflètent souvent la juxtaposition de détails et de couleurs qui caractérisent une grande partie du travail de Millais et Leighton. Frederick Wedmore déclare dans la préface de l'autobiographie de Bayliss : « après réflexion, on verra que Wyke Bayliss avait assez bien sa spécialité pour lui-même. Il était l'inventeur de son propre genre — ainsi que de sa propre méthode ». Les peintures de Bayliss sont conservées dans de nombreuses petites collections britanniques et européennes y compris la galerie d'art Atkinson à Southport (par exemple Evening : Amiens Cathedral) et la collection nationale galloise.
Il est également auteur, publiant un certain nombre de livres de critique d'art, des récits de représentations changeantes de Jésus à travers les âges et un volume de poèmes. Dans une critique de 1889 de son livre The Enchanted Island, Oscar Wilde écrit : « M. Wyke Bayliss est autant le supérieur de M. Whistler en tant qu'écrivain que son inférieur en tant que peintre et artiste. » Bayliss a succédé à James McNeill Whistler en tant que président de la Royal Society of British Artists en juin 1888 lorsque Whistler et ses partisans se sont séparés de la société. Cependant, il y a eu de l'acrimonie pendant le reste de 1888 parce que la constitution de la société permettait au titulaire défait de rester officiellement en fonction jusqu'à la fin de l'année. Bayliss a initialement soutenu la nomination de Whistler au comité, mais a rapidement mené la majorité qui était en désaccord avec les plans radicaux de ce dernier et, en tant que président, a rétabli son fonctionnement sur les lignes traditionnelles. Il a néanmoins été favorable à certaines innovations, telles que la défense de la condition féminine en tant qu'artiste professionnelle et la promotion de l'inclusion du « nouveau et étrange » dans les expositions de la Royal Society of British Artists. Il occupe ce poste jusqu'à sa mort en 1906. Il est élu membre de la Society of Antiquaries en 1870, à la Royal West of England Academy en 1904, et reçoit le titre de chevalier en 1897. En 1899, il est président de la Ruskin Society of Birmingham (« la société de la rose »), fondée par John Howard Whitehouse en 1896.
Bayliss a épousé Elise Letitia Broad en 1858, mais n'a jamais eu d'enfants. Ils ont vécu à Clapham Park à Londres, où il est décédé en 1906 à l'âge de 70 ans. Il a été enterré au cimetière Streatham et ses funérailles ont été suivies par de nombreux artistes, dont son successeur à la présidence de la RBA Alfred East et des couronnes envoyées, entre autres, par Lawrence Alma-Tadema. Son autobiographie, Olives: The Reminiscences of a President, a été publiée à titre posthume la même année.

## Œuvre

### Tableaux

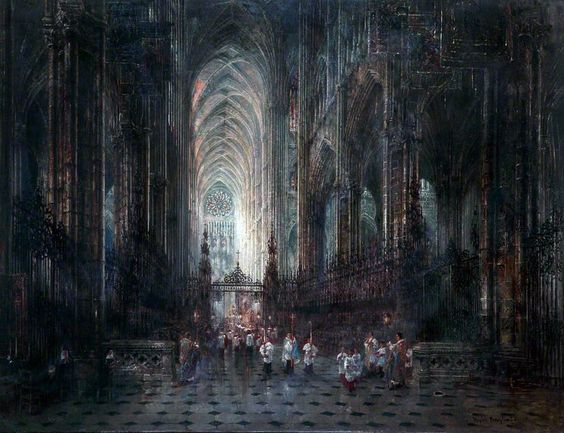
Soir, Cathédrale d'Amiens (1889)
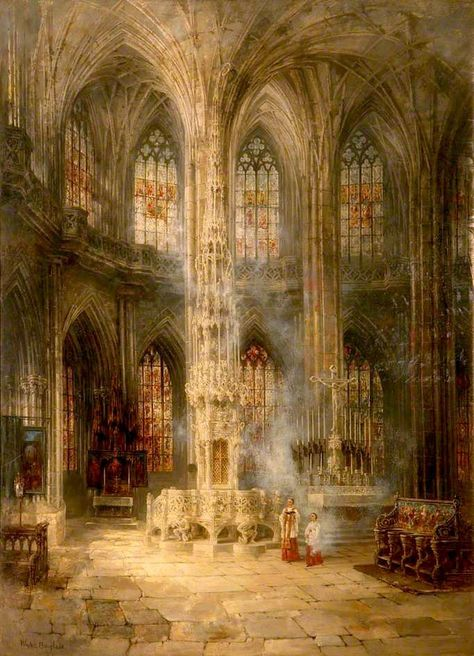
La Dame Blanche de Nuremberg (1887)
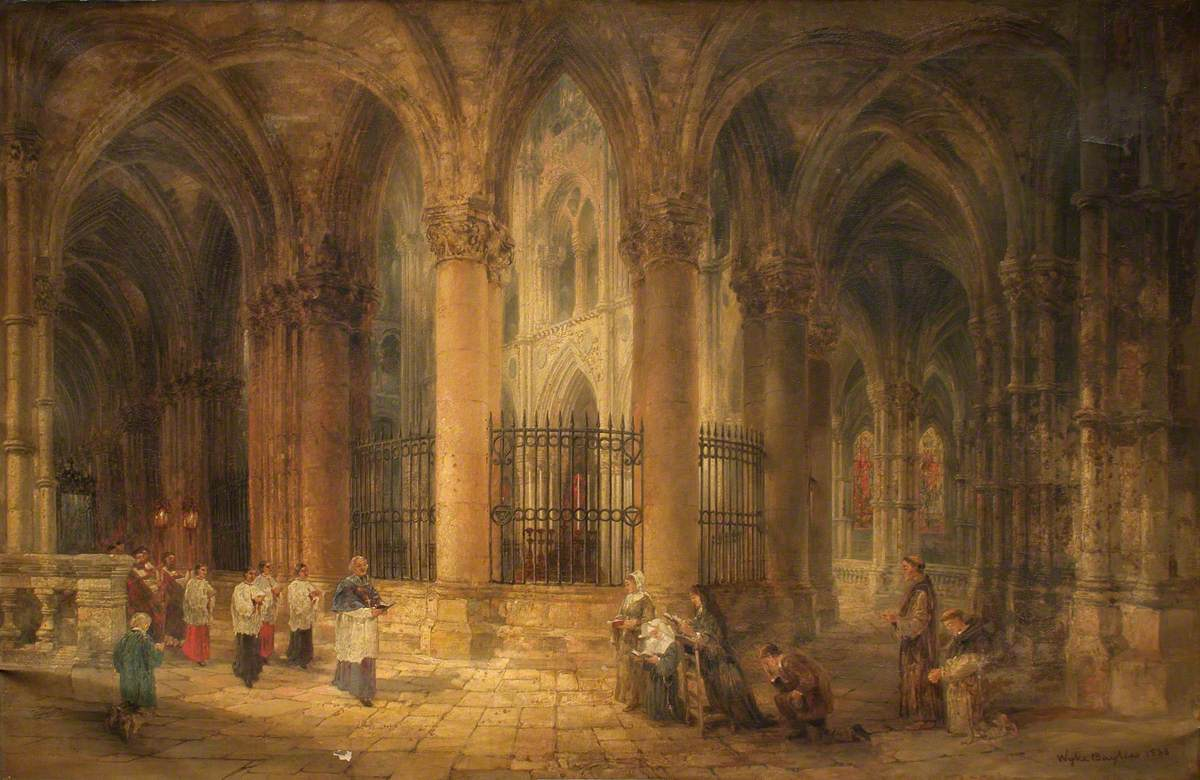
Abbaye-aux-hommes, Caen, France (1866)
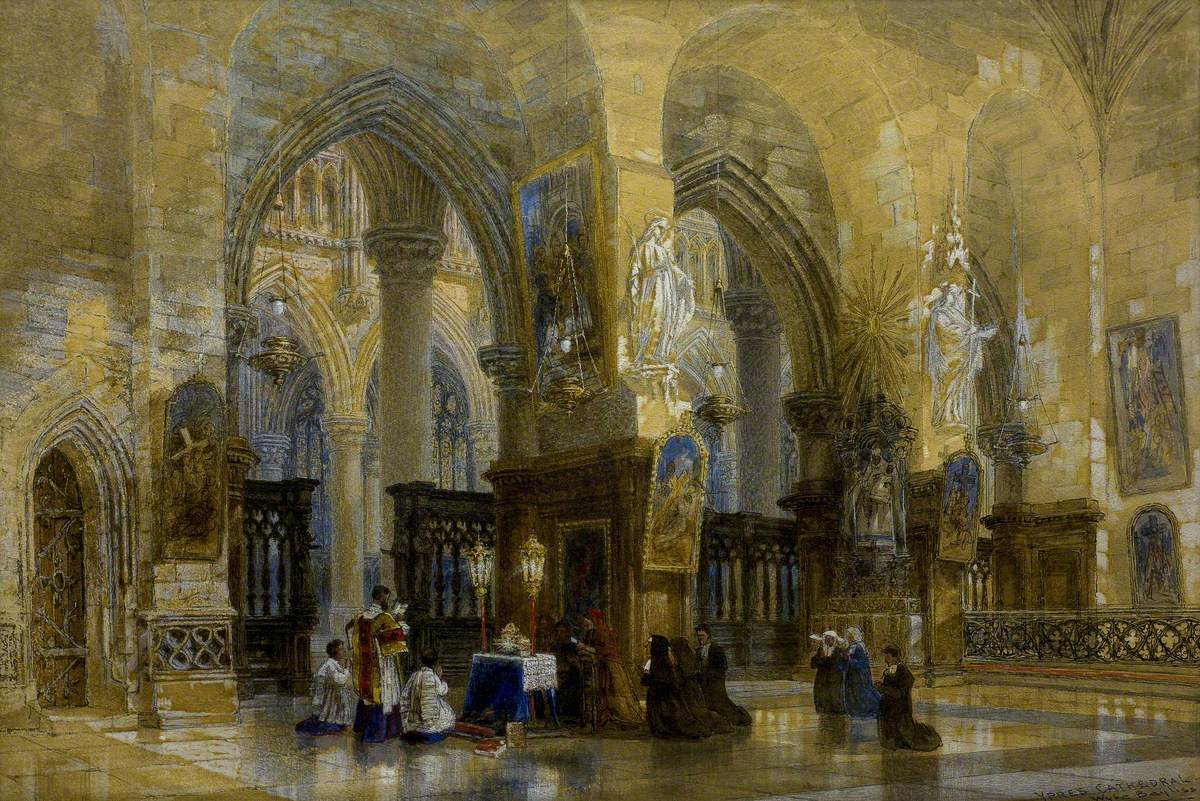
Ypres Cathedral (1866)
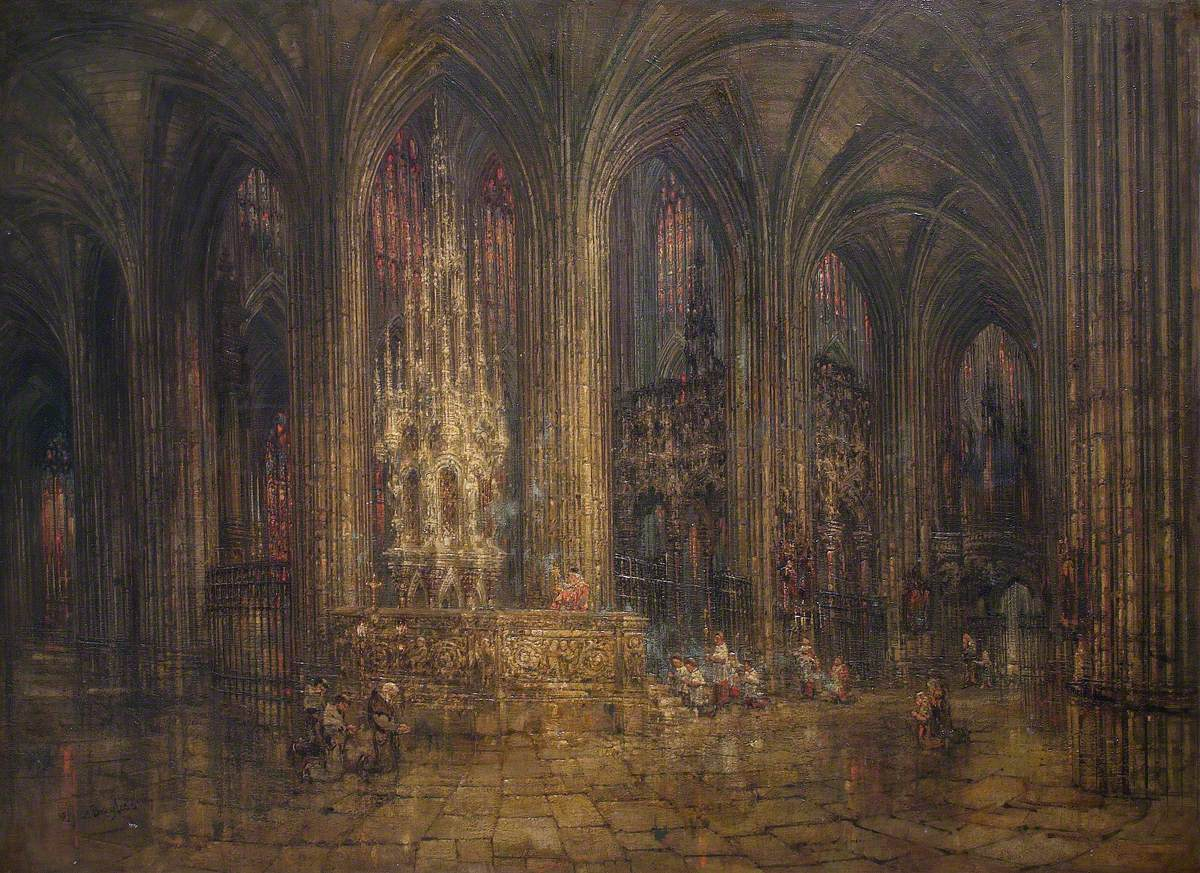
St Peter's Church, Louvain, Belgium (1866)
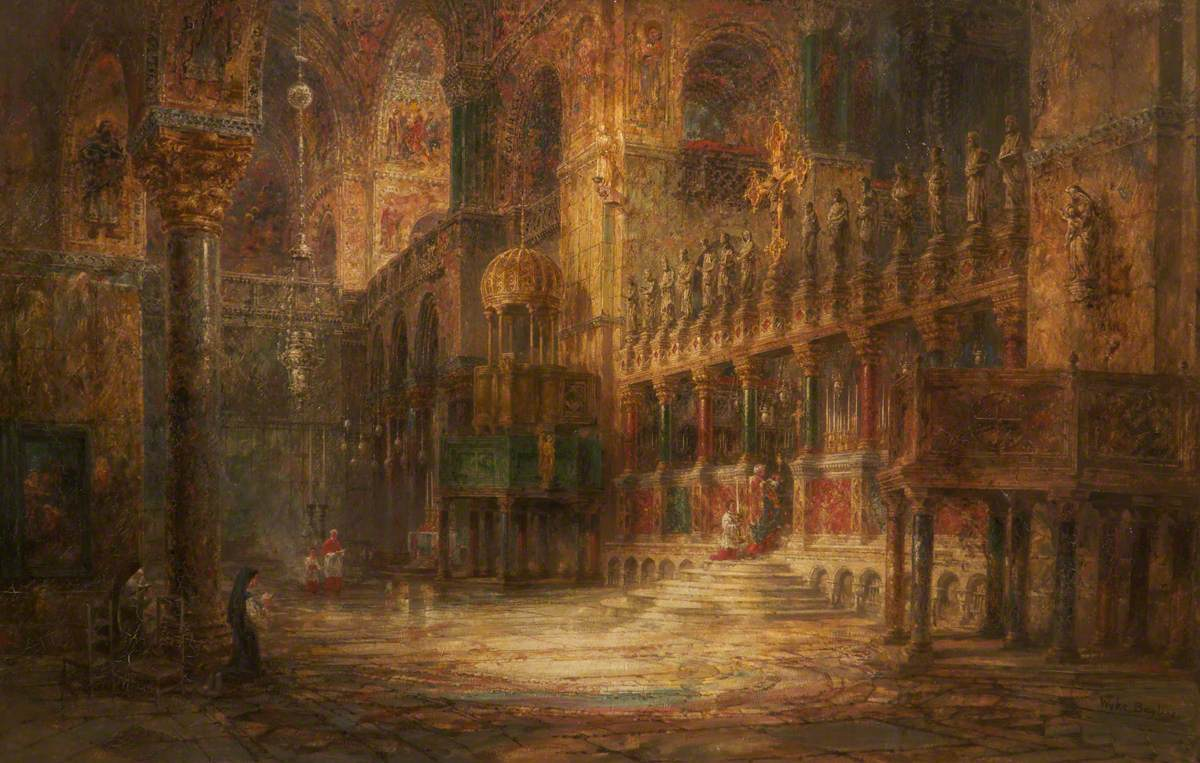
Basilique Saint-Marc de Venise, Intérieur (1877)
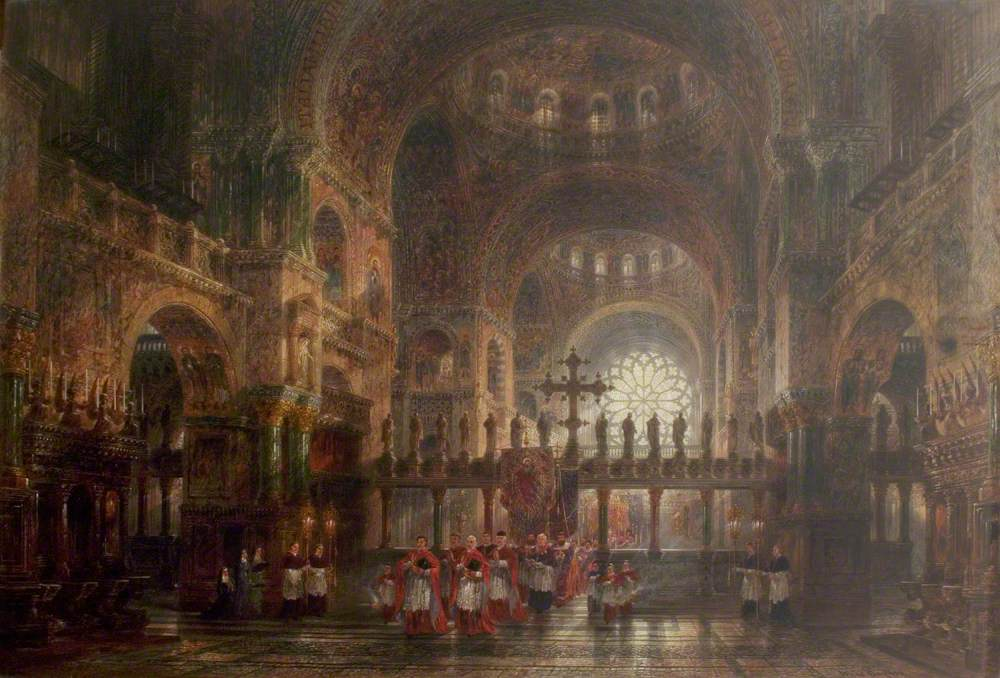
Intérieur de la Basilique Saint-Marc de Venise (1877)

### Livres
Note : l'année indiquée est la date de la première parution.
- 1855 : The elements of aërial perspective, or, Light, shade, and color
- 1857 : Sæcula Tria: an allegory of life, past, present, and to come.
- 1876 : The witness of art: or, The legend of beauty
- 1879 : The higher life in art, with a chapter on hobgoblins by the great masters.
- 1888 : The enchanted island; the Venice of Titian, and other studies in art.
- 1888 : The professor of poetry at Oxford [i.e. Mr. Francis Turner Palgrave] and the witness of art; a curiosity of modern literature
- 1898 : Rex regum a painters̕ study of the likeness of Christ from the time of the apostles to the present day
- 1902 : Five Great Painters of the Victorian Era: Leighton, Millais, Burne-Jones, Watts, Holman Hunt
- 1905 : Seven Angels of the Rennaiscance: the Story of Art from Cimabue to Claude
- 1906 : Olives: The Reminiscences of a President